# Raudsunda
Raudsunda (også kaldt Rødsunda og Raudsundet) er et sund eller en fjord mellem øerne Otterøya i Namsos kommune og Jøa i Fosnes kommune i Trøndelag fylke  i Norge. Fjorden er cirka 12 kilometer lang og går fra Folda og ind til Lauvøyfjorden.
Fjorden begynder i nordvest mellem skæret Tårnet i nord og skæret Islendingen i syd. Bygden Finnanger ligger på vestsiden af fjorden og øst for Finnanger ligger øerne Finnangerøya, Sauøyene og Barøya. Nord for Barøya ligger bebyggelsen Faksdal på den modsatte side. Fjorden ender i sydøst mellem Holvikneset i nord og Årnesgalten i syd. Øst for Holvikneset ligger Lyngholmfjorden og længere mod syd Lauvøyfjorden.
Fylkesvej 465 går langs sydvestsiden af fjorden på Otterøya, mens 
Fylkesvej 483  går på dele af nordøstsiden.